# Barbicornis atterrima
Barbicornis atterrima är en fjärilsart som beskrevs av Adalbert Seitz 1917. Barbicornis atterrima ingår i släktet Barbicornis och familjen Riodinidae. Inga underarter finns listade i Catalogue of Life.